# Into the Wild
Into the Wild er en amerikansk dramafilm fra 2007 instrueret, produceret og skrevet af Sean Penn. Filmen har Emile Hirsch, Vince Vaughn, Jena Malone, Marcia Gay Harden, William Hurt og Catherine Keener i hovedrollerne. I småroller ses de danske skuespillere Thure Lindhardt og Signe Egholm Olsen. Filmen er baseret på bogen af samme navn fra 1996, der er inspireret af Christopher Johnson McCandless' liv. Eddie Vedder har lavet filmmusikken. Filmen var nomineret til to Oscars, Oscar for bedste mandlige birolle (Hal Holbrook) og Oscar for bedste klipning (Jay Cassidy).
Filmen blev første gang vist under Filmfestivalen i Rom i 2007 og havde dansk biografpremiere 29. februar 2008.

## Medvirkende
- Emile Hirsch – Christopher McCandless
- Marcia Gay Harden – Billie McCandless
- William Hurt – Walt McCandless
- Jena Malone – Carine McCandless
- Catherine Keener – Jan Burres
- Vince Vaughn – Wayne Westerberg
- Zach Galifianakis – Kevin
- Kristen Stewart – Tracy
- Hal Holbrook – Ron Franz
- Steven Wiig – Ranger Steve Koehler
- Thure Lindhardt – Mads
- Signe Egholm Olsen – Sonja

## Ekstern henvisning
- Into the Wild på Internet Movie Database (engelsk)
- Into the Wild på Filmdatabasen
- Into the Wild på Scope
- Into the Wild i Svensk Filmdatabas (svensk)
- Into the Wild på AlloCiné (fransk)
- Into the Wild på MovieMeter (nederlandsk)
- Into the Wild på AllMovie (engelsk)
- Into the Wild hos American Film Institute (engelsk)
- Into the Wilds profil hos Encyclopædia Britannica Online (engelsk)
- Into the Wild på Turner Classic Movies (engelsk)